# Derek Martinus
Derek Martinus, né Derek Buitenhuis à Ilford, dans l'Essex (Angleterre) le 4 avril 1931 et mort le 27 mars 2014, est un réalisateur, scénariste et acteur de télévision britannique.

## Biographie
Réalisateur pour la BBC, Derek Martinus tournera de nombreux épisodes sur commande. Ayant tourné de nombreux épisodes de la série Doctor Who il se détachera notamment de la production de cette série qu'il estimait assez peu. Après un dernier épisode en 1970, Spearhead from Space, il se lancera dans la réalisation en free-lance pour des séries comme Blake's 7 ou Into The Labyrinth.

## Filmographie

### comme réalisateur
26 épisodes de Doctor Who entre 1965 et 1970, plus :
- 1965 : United! (série télévisée)
- 1966 : Quick Before They Catch Us (série télévisée)
- 1968 : What Maisie Knew (TV)
- 1970 : The Black Tulip (feuilleton TV)
- 1972 : Crown Court (série télévisée)
- 1973 : La Petite Princesse (TV)
- 1975 : Angels (série télévisée)
- 1976 :  Center play, épisode In the Labyrinth (TV)
- 1977 : The Paper Lads (série télévisée)
- 1979 : Penmarric (série télévisée)
- 1984 : Vargen (TV)
- 1985 : Dodger, Bonzo and the Rest (série télévisée)

### comme scénariste
- 1984 : Vargen (TV)

### comme acteur
- 1958 : Allez-y, sergent! (Carry on Sergeant) : Recruit